# Saint-Beaulize

Saint-Beaulize este o comună în departamentul Aveyron din sudul Franței. În 1 ianuarie 2022 avea o populație de 100 de locuitori.